# Walter Ebner (Politiker, 1952)
Walter Ebner (* 23. Juni 1952 in Villach) ist ein österreichischer Schuldirektor und Politiker (FPÖ/BZÖ/ FPK). Ebner ist Mitglied des Bundesrates und war Abgeordneter zum Kärntner Landtag sowie Gemeinderat in Klagenfurt.

## Ausbildung und Beruf
Walter Ebner besuchte von 1958 bis 1962 die Volksschule und danach bis 1970 ein Gymnasium. Er studierte ab 1970 Geschichte und Geografie im Lehramt an der Universität Graz und schloss sein Studium 1978 mit dem akademischen Grad Mag. phil. ab. In der Folge leistete er 1979 seinen Präsenzdienst ab. 
Ebner arbeitete von 1978 bis 1991 sowie von 1997 bis 1999 als Lehrer an einer Allgemeinbildenden Höheren Schule und übernahm 1999 als Direktor des Bundes-Oberstufenrealgymnasiums in Klagenfurt.

## Politik
Ebner war von 1985 bis 2005 FPÖ-Gemeinderat in Klagenfurt und hatte von 1991 bis 1997 das Amt des Stadtrates inne. Er wechselte wie der Großteil der FPÖ-Funktionäre nach der Parteispaltung zum BZÖ und vertrat dieses im Landtag, nachdem er am 21. Februar 2005 für Martin Strutz in den Kärntner Landtag nachgerückt war. Am 9. November 2006 musste er wieder aus dem Landtag ausscheiden, nachdem Landeshauptmannstellvertreter Martin Strutz wieder in den Landtag wechselte. Ebner war ab Dezember 2007 geschäftsführender Klubchef des BZÖ-Klagenfurt und wurde am 31. März 2009 zum Bundesrat gewählt. Nachdem Ebner Ende Juli 2009 die Funktion des Landesschulratspräsidenten übernommen hatte, kündigte er an, als Bundesrat zurücktreten zu wollen. Ebner tritt stark für die Gesamtschule ein und kündigte nach der Wahl in den Bundesrat an, sich für die Bereich Sozial-, Bildungs-, Kultur-, Umwelt- und Raumordnungspolitik engagieren zu wollen.